# Schiersfeld
Schiersfeld là một đô thị thuộc thuộc huyện Donnersberg, Đức. Đô thị Schiersfeld có diện tích 7,07 km², dân số thời điểm ngày 31 tháng 12 năm 2006 là 266 người.